# كلاشينكوف (بندقية)
بندقية كلاشينكوف (Калашников) الهجومية هي واحدة من سلسلة البنادق الالية، تعتمد على التصميم الأصلي لميخائيل كلاشنيكوف. والمعروفة رسميًا باللغة الروسية باسم "Avtomát Kaláshnikova" (بالروسية: Автома́т Кала́шникова)‏ «بندقية كلاشينكوف الأوتوماتيكية»، ولكنها معروفة على نطاق واسع ببنادق الكلاشينكوف AKs ، أو بالعامية الروسية، «كلاش». تصنع في الأصل في الاتحاد السوفيتي، في المقام الأول من قبل شركة كلاشنيكوف كونسيرن، التي كانت تُعرف سابقًا باسم إزماش Izhmash ، ولكن هذه البنادق ومختلف أنواعها تصنع الآن في العديد من البلدان الأخرى. الكلاشينكوف من أكثر البنادق استخداما في العالم، حيث يقدر عدد البنادق المتداولة حول العالم بـ 72 مليون بندقية.

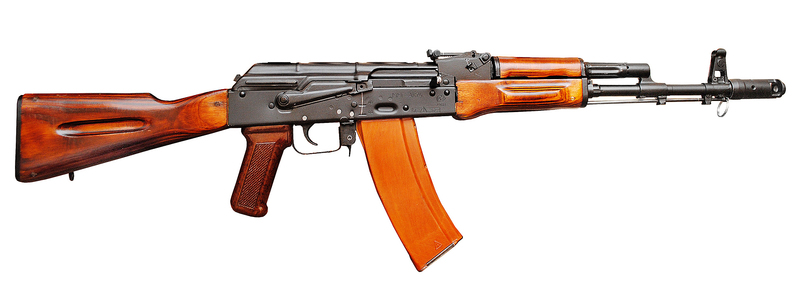
(AK-74) بندقية كلاشينكوف الهجومية موديل 1974من Izhmash ، روسيا

## ألأنواع
بنادق كلاشينكوف الأصلية ومشتقاتها المنتجة في الاتحاد السوفيتي ثم الاتحاد الروسي.
| نموذج           | خرطوشة              | سنة  | الصانع                          |
| --------------- | ------------------- | ---- | ------------------------------- |
| AK-47           | 7.62 × 39 ملم M43   | 1949 | إزماش وغيرها                    |
| AKM             | 7.62 × 39 ملم M43   | 1959 | إزماش ومصنع تولا للاسلحة وغيرها |
| AK-74           | 5.45 × 39 ملم M74.5 | 1974 | إزماش                           |
| AK-74M          | 5.45 × 39 ملم M74.5 | 1991 | إزماش                           |
| AK-101 ، AK-102 | 5.56 × 45 ملم ناتو  | 1995 | إزماش                           |
| AK-103 و AK-104 | 7.62 × 39 ملم M43   | 2001 | إزماش                           |
| AK-105          | 5.45 × 39 ملم M74.5 | 2001 | إزماش                           |
| AK-12           | 5.45 × 39 ملم M74.5 | 2011 | شركة كلاشنيكوف، إزماش سابقا     |
| AK-12K          | 5.45 × 39 ملم M74.5 | 2017 | شركة كلاشنيكوف                  |
| AK-15 وAK-15K   | 7.62 × 39 ملم M43   | 2017 | شركة كلاشنيكوف                  |
| AK-200 ، AK-205 | 5.45 × 39 ملم M74.5 | 2018 | شركة كلاشنيكوف                  |
| AK-201، AK-202  | 5.56 × 45 ملم ناتو  | 2018 | شركة كلاشنيكوف                  |
| AK-203، AK-204  | 7.62 × 39 ملم M43   | 2018 | شركة كلاشنيكوف                  |
| AK-19           | 5.56 × 45 ملم ناتو  | 2020 | شركة كلاشنيكوف                  |

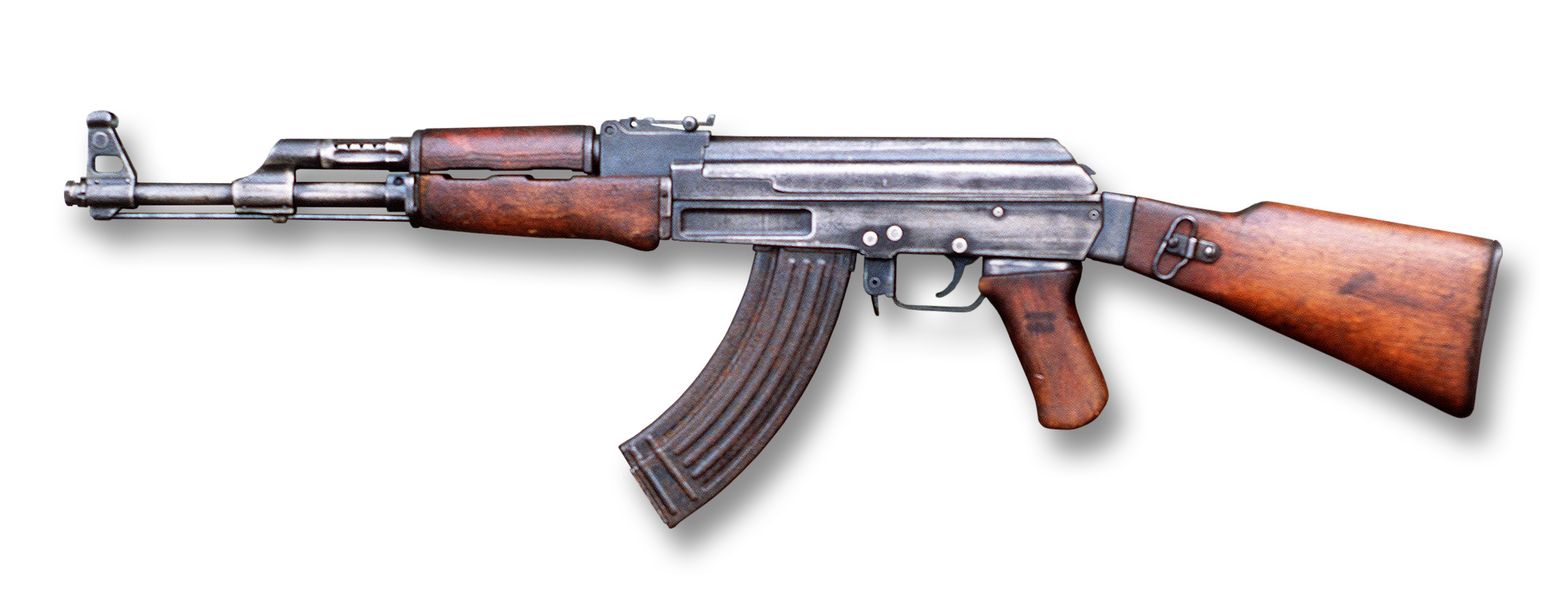
بندقية هجومية سوفيتية 7.62 × 39 ملم من طراز AK من النوع 2 (إصدار 1951)، وهي أول نسخة من الطراز تتميز ب مغلاق مصقول

ألخصائص المقارنة لبندقية كلاشنكوف الهجومية والرشاشات الالية
| الاسم   | ألدولة            | ألنوع                   | ألخرطوشة         | ألطول (ألممتد / ألمطوي) (ملم) | طول الماسورة (ملم) | ألوزن (كغم) (فارغ)      | معدل إطلاق النار الدوري (عدد الجولات في الدقيقة) | أقصى مدى للرؤية | سرعة الفوهة (م / ث)     |
| ------- | ----------------- | ----------------------- | ---------------- | ----------------------------- | ------------------ | ----------------------- | ------------------------------------------------ | --------------- | ----------------------- |
| AK-47   | الاتحاد السوفييتي | بندقية هجومية           | 7.62×39 ملم M43  | 870                           | 415                | 3.47                    | 600                                              | 800             | 715                     |
| AKM     | الاتحاد السوفييتي | بندقية هجومية           | 7.62×39 ملم M43  | 880                           | 415                | 3.1                     | 600                                              | 1,000           | 715                     |
| RPK(s)  | الاتحاد السوفييتي | رشاش خفيف               | 7.62×39 ملم M43  | 1040/820                      | 590                | 4.80/5.6                | 600                                              | 1,000           | 745                     |
| PK(M)   | الاتحاد السوفييتي | مدفع رشاش متعدد الاغراض | 7.62×54 ملم R    | 1173                          | 605                | 9.0/7.5                 | 650                                              | 1,500           | 825                     |
| AK-74   | الاتحاد السوفييتي | بندقية هجومية           | 5.45×39 ملم M74  | 943                           | 415                | 3.07                    | 600                                              | 1,000           | 900                     |
| AKS-74  | الاتحاد السوفييتي | بندقية هجومية           | 5.45×39 ملم M74  | 933/690                       | 415                | 2.97                    | 600                                              | 1,000           | 900                     |
| AK-74M  | الاتحاد السوفييتي | بندقية هجومية           | 5.45×39 ملم M74  | 943/705                       | 415                | 3.4                     | 650                                              | 1,000           | 900                     |
| RPK-74  | الاتحاد السوفييتي | رشاش خفيف               | 5.45×39 ملم      | 1060                          | 590                | 4.7                     | 600                                              | 1,000           | 960                     |
| AKS-74U | الاتحاد السوفييتي | بندقية هجوم قصيرة       | 5.45×39 ملم M74  | 730/490                       | 206,5              | 2.7                     | 700                                              | 500             | 735                     |
| AK-101  | روسيا             | بندقية هجومية           | 5.56×45 ملم ناتو | 943/700                       | 415                | 3.6                     | 600                                              | 1,000           | 910                     |
| AK-102  | روسيا             | بندقية هجوم قصيرة       | 5.56×45 ملم ناتو | 824/586                       | 314                | 3.0                     | 600                                              | 500             | 850                     |
| AK-103  | روسيا             | بندقية هجومية           | 7.62×39 ملم M43  | 943/705                       | 415                | 3.4                     | 600                                              | 1,000           | 715                     |
| AK-104  | روسيا             | بندقية هجوم قصيرة       | 7.62×39 ملم M43  | 824/586                       | 314                | 3.0                     | 600                                              | 500             | 670                     |
| AK-105  | روسيا             | بندقية هجوم قصيرة       | 5.45×39 ملم M74  | 824/586                       | 314                | 3.2                     | 600                                              | 500             | 840                     |
| AK-107  | روسيا             | بندقية هجومية           | 5.45×39 ملم M74  | 943/700                       | 415                | 3.8                     | 850                                              | 1,000           | 900                     |
| AK-108  | روسيا             | بندقية هجومية           | 5.56×45 ملم ناتو | 943/700                       | 415                | 3.8                     | 900                                              | 1,000           | 910                     |
| AK-109  | روسيا             | بندقية هجومية           | 7.62×39 ملم M43  | 943/700                       | 415                | 3.8                     | 900                                              | 1,000           | 750                     |
| AK-9    | روسيا             | بندقية هجومية           | 9×39 ملم         | 705/465                       | 200                | 3.1/3.8 (مع كاتم الصوت) | 600                                              | 400             | 290 (СП-5) / 305 (СП-6) |
| AK-12   | روسيا             | بندقية هجومية           | 5.45×39 ملم M74  | 940/730                       | 415                | 3.3                     | 700                                              | 1,000           | 900                     |
| AK-15   | روسيا             | بندقية هجومية           | 7.62×39 ملم M43  | 922/862                       | 415                | 3.5                     | 700                                              | 1,000           | 715                     |
| AK-19   | روسيا             | بندقية هجومية           | 5.56×45 ملم ناتو | 935/725                       | 415                | 3.35                    | 700                                              | 1,000           | 910                     |

## المتغيرات
متغيرات AK الأصلية (7.62 × 39 مم)
- إصدار 1948/49 - أصبحت النماذج الأقدم، المزودة بعلبة مغلاق معدنية مختومة من النوع 1، نادرة جدًا الآن.
- إصدار عام 1951 - النوع 2: به علبة مغلاق مصقولة. ألماسورة والحجرة مطليان بالكروم لمقاومة التآكل.
- إصدار 1954/55 - النوع 3: نوع ذي مغلاق مصقول لماع. وزن البندقية 3.47 كيلوغرام (7.7 رطل) .
- AKS - تميزت بأخمص معدني قابل للطي لأسفل مشابه للذي يمتلكه MP40 الألماني، لاستخدامه في الأماكن الضيقة في عربة المشاة القتالية BMP ، وكذلك من قبل المظليين.
- AKN (AKSN) - سكة منظار ليلي.

حديثة (7.62 × 39 ملم)
- AKM - نسخة مبسطة وأخف وزنا من AK-47 ؛ علبة مغلاق من النوع 4 مصنوع من صفائح معدنية مختومة ومثبتة. تمت إضافة فوهة مائلة لمواجهة التسلق في إطلاق نار آلي. وزن البندقية 2.93 كيلوغرام (6.5 رطل) [N 1] بسبب جهاز استقبال أخف. هذا هو البديل الأكثر انتشارًا من طراز AK-47.

- - AKMS - طراز ذي أخمص قابل للطي من AKM مخصصة للقوات المحمولة جوا.
  - AKMN (AKMSN) - سكة منظار ليلي (سكك منظار وأخمص قابل للطي)
  - AKML (AKMSL) - مثبط الفلاش المشقوق (مانع الفلاش ومخزون الطي)

RPK - نسخة مدفع رشاش محمول باليد مع ماسورة وحامل ثنائي الأرجل أطول. المتغيرات - RPKS ، RPKN (RPKSN)، RPKL (RPKSL) - متغيرات مرآة AKM. المتغيرات "S" لها مخزون خشبي قابل للطي من الجانب.
متغيرات منخفضة النبض (5.45 × 39 مم)
- AK-74 - بندقية هجومية.
  - AKS-74 - مخزن قابل للطي الجانبي.

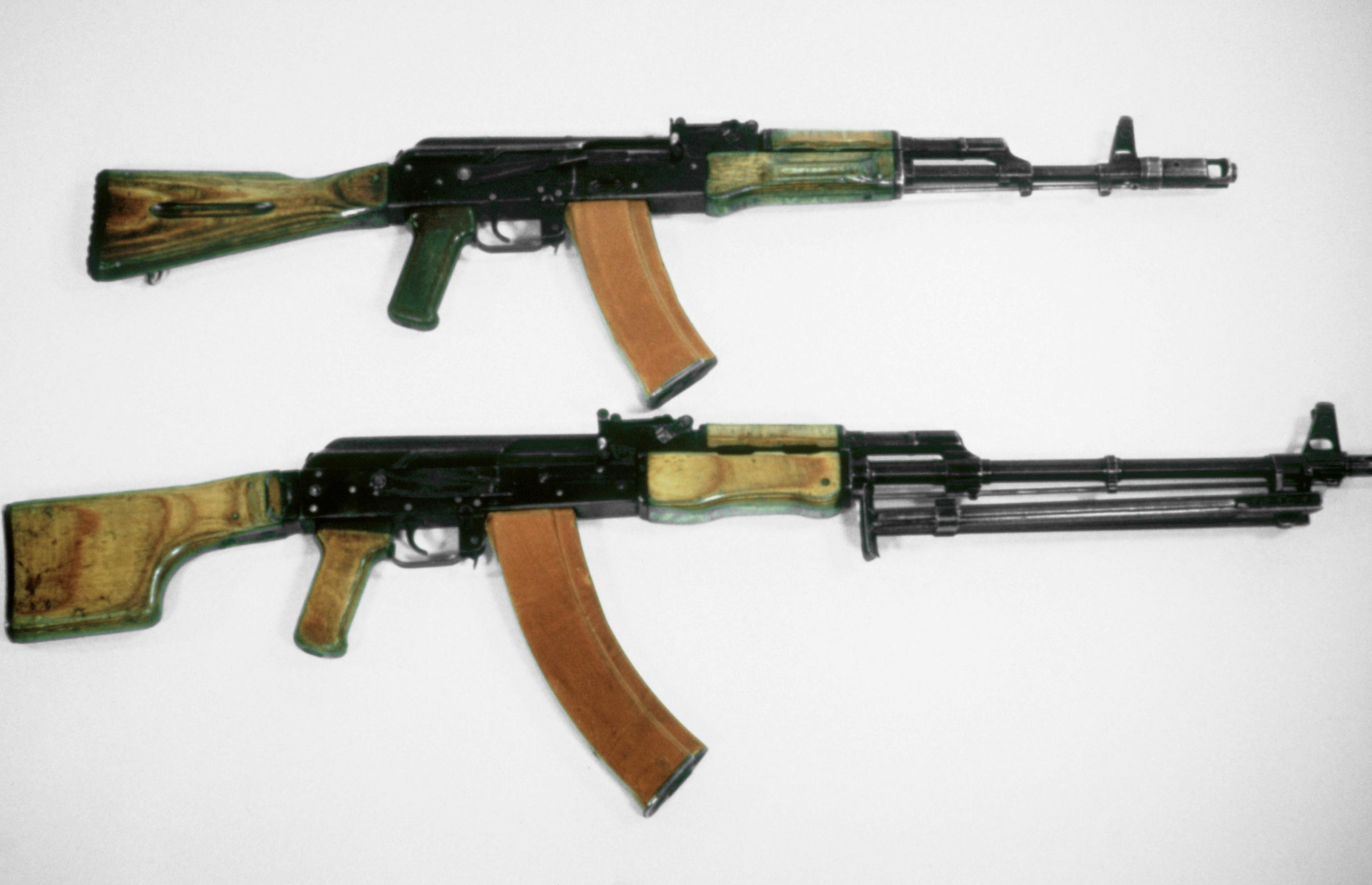
AK-74 و RPK-74

  - AK-74N (AKS-74N) - سكة منظار ليلي.
- AKS-74U 'Krinkov' - قصير مدمج.
  - AKS-74UN - سكة منظار ليلي.
- RPK-74 - رشاش خفيف.
  - RPKS-74 - مخزون قابل للطي من الجانب
  - RPK-74N (RPKS-74N) - سكة منظار ليلي.

سلسلة AK-100

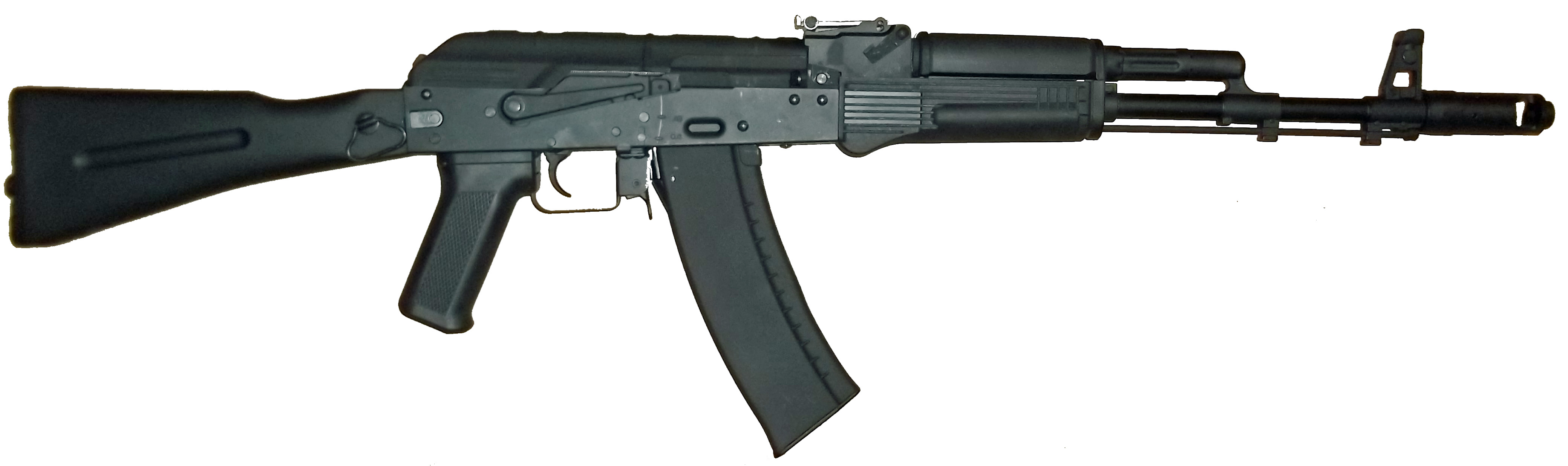
AK-74M

5.45 × 39 ملم / 5.56 × 45 ملم / 7.62 × 39 ملم
- AK-74M / AK-101 / AK-103 - تحديث AK-74. سكة نطاق ومخزن قابل للطي الجانبي.
- AK-105 / AK-102 / AK-104 - بندقية هجوم قصيرة.
- AK-107 / AK-108 / AK-109 - نماذج الارتداد المتوازن.
- RPK-74M / RPK-201 / RPKM (AKA RPK-203) - رشاشات خفيفة.
- AK-9 - بندقية هجومية مدمجة 9 × 39 ملم، وعادة ما تكون مجهزة بكاتم.

سلسلة AK-12

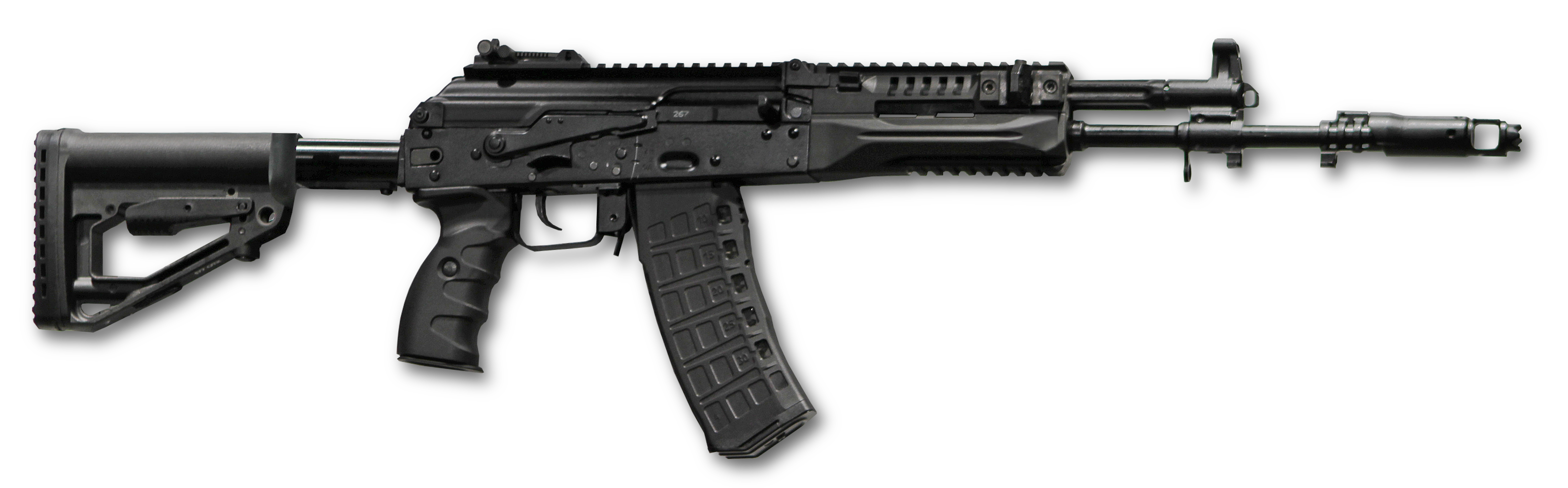
AK-12

5.45 × 39 ملم / 7.62 × 39 ملم / 5.56 × 45 ملم
- AK-12 / AK-15 / أيه كيه-19 - مشتق جديد من عائلة AK يعتمد على النموذج الأولي AK-400. تم قبولها كبندقية خدمة رئيسية في يناير 2018.
- AK-12K / AK-15K - بندقية هجوم قصيرة.
- RPK-16 - سلاح آلي للفرقة، يعتمد على AK-12.

سلسلة AK-200
5.45 × 39 ملم / 5.56 × 45 ملم / 7.62 × 39 ملم
- AK-200 / AK-201 / AK-203 - بندقية. تطورت AK-12 إلى AK-12، انظر أعلاه. AK-203 مخصص للجيش الهندي.
- AK-205 / AK-202 / AK-204 - بندقية هجوم قصيرة.

أسلحة أخرى
- PK (M) - مدفع رشاش للأغراض العامة 7.62 × 54mmR .
- PKP Pecheneg - رشاش
- Saiga-12 - بندقية عيار 12 . بنيت على جهاز استقبال AK.
  - Saiga-12S - قبضة المسدس ومخزن قابل للطي من الجانب.
    - Saiga-12K - برميل أقصر.

  - بندقية KSK - بندقية قتالية عيار 12 (على أساس Saiga-12).
  - Saiga-20 (S / K) - عيار 20.
  - Saiga-410 (S / K) - .410 مجوف.
- بندقية Saiga نصف آلية
- Vepr-12 Molot - بندقية قتالية عيار 12. بنيت على ريسيفر RPK.
- Bizon - مدفع رشاش مع مخزن حلزوني. يستعير 60٪ من التفاصيل من AKS-74U. 9 × 18 مم PM ، 9 × 19 مم Luger .380 ACP ؛ 7.62 × 25 مم TT (مجلة بوكس).
- Vityaz-SN - رشاش. 9 × 19 ملم بارابيلوم.
- Sagia-9 عبارة عن بندقية هجوم مدنية نصف أوتوماتيكية مغطى بغرفة بارابيلوم 9 × 19 ملم ويستند إلى PP-19 الذي تنتجه كلاشنيكوف.
- OTs-14 Groza - بندقية هجومية Bullpup . 9 × 39 مم، 7.62 × 39 مم.
- جليل إيس - بندقية هجومية متعددة الأغراض، تعتمد على الجليل، والتي كانت في حد ذاتها تعتمد على الفنلندية RK 62

## الإنتاج
يجعل التصميم البسيط للبندقية من السهل إنتاجها، وقد قام الاتحاد السوفيتي بتأجير خطط السلاح الناري إلى البلدان الصديقة، حيث يمكن إنتاجه محليًا بتكلفة منخفضة. ونتيجة لذلك، تم تصنيع بنادق الكلاشينكوف ومتغيراتها في العديد من البلدان، مع وبدون تراخيص. تشمل البلدان المصنعة بالترتيب الأبجدي ما يلي:
| ألدولة             | ألنسخ التي أنتجتها |
| ------------------ | --- |
| ألبانيا            | أنتجت ألبانيا في عام Automatiku Shqiptar 1978 النموذج 56 (ASH-78 Tip-1) نسخة من النوع 56 على أساس بندقية AKM ؛ نسخة طراز Tipi 1982 (ASH-82) من AKMS ؛ نموذج 56 تلميح 2، نسخة من RPK ؛ والطراز 56 نصيحة 3. تم إنتاج العديد من الإصدارات الأخرى من AKMS بشكل أساسي مع ماسورات قصيرة مماثلة ل AKS-74U السوفيتية للقوات الخاصة والدبابات وطاقم المدرعات ولطياري طائرات الهليكوبتر والشرطة. كما تم تعديل ASh-82 (AKMS) مع ملحقات SOPMOD ، خاصة للقوات الخاصة الألبانية RENEA والصادرات.                                                                           |
| أرمينيا            | K-3 (Bullpup ، 5.45 × 39 مم) |
| أذربيجان           | خزري (AK-74M) |
| بنغلاديش           | صيني نوع 56 |
| بلغاريا            | AKK / AKKS (النوع 3 AK-47 / w. طية جانبية قابلة للطي)؛ AKKMS (AKMS) AKKN-47 (تجهيزات للمشاهد الليلية NPSU)؛ AK-47M1 (النوع 3 مع أثاث من البوليمر الأسود)؛ AK-47MA1 / AR-M1 (مثل M1، ولكن في الناتو 5.56 مم)؛ AKS-47M1 (AKMS في الناتو 5.56 × 45 ملم)؛ AKS-47S (AK-47M1، إصدار قصير، مع مخزون قابل للطي من ألمانيا الشرقية، وجهاز تصويب بالليزر)؛ AKS-47UF (نسخة قصيرة من -M1، مخزون قابل للطي روسي)، AR-SF (مثل −47UF، لكن 5.56 ملم من الناتو)؛ AKS-93SM6 (على غرار M47M1، لا يمكن استخدام قاذفة قنابل يدوية)؛ RKKS (RPK)، AKT-47 (بندقية تدريب rimfire .22) |
| كمبوديا            | النسخة الصينية طراز 56، والسوفيتية من طراز AK و AKM |
| الصين              | طراز 56 |
| كرواتيا            | APS-95 |
| كوبا               | AKM |
| ألمانيا الغربية    | MPi-K / MPi-KS (AK / AKS)؛ MPi-KM (AKM، مخزون خشبي وبلاستيكي)؛ MPi-KMS-72 (مخزون قابل للطي الجانبي)؛ MPi-KMS-K (بندقية هجوم قصيرة)؛ MPi-AK-74N (AK-74)؛ MPi-AKS-74N (مخزون قابل للطي الجانبي)؛ MPi-AKS-74NK (بندقية هجوم قصيرة)؛ KK-MPi Mod.69 (.22 LR مدرب إطلاق نار محدد) |
| مصر                | AK وبندقية مصر الهجومية (AKM) معادي |
| أثيوبيا            | AK ، AK-103 (تصنع محليًا في مجمع Gafat Armament الهندسي تحت اسم Et-97/1) |
| فنلندا             | RK 62, (7.62×39mm) RK 95 TP ، (7.62 × 39 مم) تحسينات بما في ذلك محدد التحكم في الحرائق وجهاز كمامة أتاح إطلاق قنابل بندقية أو إرفاق كاتم صوت أو حربة |
| المجر              | AK-55 (تصنيع محلي من طراز AK الثاني)؛ AKM-63 (المعروف أيضًا باسم AMD-63 في الولايات المتحدة؛ AK-55 المحدث)، AMD-65M (حديث AKM-63، ماسورة أقصر ومخزون قابل للطي جانبيًا)، AMP-69 (قاذفة قنابل يدوية)؛ AK-63F / D (اسم آخر AMM / AMMSz)، AK-63MF (محدث)؛ NGM-81 (5.56 × 45 ملم الناتو؛ مخزون ثابت وقابل للطي) |
| الهند              | بندقية هجومية تريشي، AK-7 بنادق هندية روسية، AK-203 |
| إيران              | KLS/KLF (AK-47/AKS), KLT (AKMS) |
| العراق             | بندقية قنص تبوك، بندقية تبوك الهجومية (بمخزون ثابت أو قابل للطي، استنساخ مباشر لسلسلة بنادق يوغوسلافية M70)، بندقية تبوك الهجومية القصيرة |
| نيجيريا            | من إنتاج شركة الصناعات الدفاعية في نيجيريا تحت اسم OBJ-006 |
| كوريا الشمالية     | النوع 58A / B (النوع 3 AK / w. مخزون قابل للطي من الصلب المختوم)، النوع 68A / B (AKM / AKMS)، النوع 88 (AKS-74) |
| باكستان            | تم إجراء هندسة عكسية يدويًا وألياً في مناطق المرتفعات الباكستانية (انظر نسخة ممر خيبر) بالقرب من حدود أفغانستان؛ في الآونة الأخيرة، بدأت مصانع الذخائر الباكستانية في تصنيع استنساخ AK / AKM يسمى PK-10. صنع الباكستانيون أيضًا عيارًا جديدًا من خلال تغيير طفيف في الذخيرة الأصلية (7.62 × 39 ملم)، والتي تُعرف باسم 44 تجويف. يُطلق أحيانًا على مدافع AK الباكستانية عيار 5.45 ملم "كالاكوف". |
| بولندا             | pmK (kbk AK) / pmKS (kbk AKS) (تم تغيير الاسم من pmK - "pistolet maszynowy Kałasznikowa"، Kalashnikov SMG إلى kbk AK - "karabinek AK"، Kalashnikov Carbine في منتصف الستينيات) (AK / AKS)؛ كيلو بايت wz. 1960 (قاذفة قنابل يدوية) kbkg wz. 1960/72 (محدث)؛ kbk AKM / kbk AKMS (AKM / AKMS)؛ كيلو بايت wz. 1988 Tantal (5.45 × 39mm) skbk wz. 1989 أونيكس (بندقية هجوم قصيرة مضغوط)؛ كيلو بايت wz. 1996 بيريل (5.56 × 45 ملم) kbk wz. 1996 بيريل قصير (بندقية هجوم قصيرة مضغوطة)                                                                              |
| رومانيا            | PM MD. 63/65 (AKM / AKMS) PM md. 80، PM MD. 90، يتم تصديرها بشكل جماعي تحت الاسم الشامل AIM أو AIMS؛ السلطة الفلسطينية MD. 86 (AK-74)، تم تصديرها باسم AIMS-74 ؛ PM MD. 90 ماسورة قصيرة، PA MD. 86 ماسورة قصيرة، تم تصديره باسم AIMR ؛ PSL (بندقية الرماة المعينة؛ أسماء أخرى PSL-54C و Romak III و FPK و SSG-97) |
| السودان            | MAZ (بناءً على النوع 56) |
| أوكرانيا           | Vepr (bullpup 5.45 × 39 مم)، ماليوك (bullpup) |
| أمريكا             | بندقية US132 (7.62 × 39 ملم)، بندقية هجومية US132Z (7.62 × 39 ملم)، بندقية US109L (قياس 12) وبندقية US109T (قياس 12). إنتاج كلاشينكوف الولايات المتحدة الأمريكية. |
| فيتنام             | AKM-1، بندقية هجومية AKM-VN (AKM)، مدفع رشاش خفيف TUL-1 (RPK)، بندقية هجومية من طراز Galil ACE 31/32 |
| فنزويلا            | AK-103 / الترخيص الممنوح لفنزويلا |
| يوغوسلافيا / صربيا | M64, M70, M72, M76, M77, M80, M82, M85, M90, M91, M92, M99, M21 |

## بنادق مماثلة
كانت البنادق التالية إما مبنية على تصميم كلاشينكوف، أو لها تصميم مختلف لكنها متشابهة ظاهريًا:
- فارا 83 (الارجنتين)
- بي دي-08 (بنغلاديش)
- أي ار-ام 1 (بلغاريا)
- النسخة 56 (الصين)
- Vz. 58 (تشيكوسلوفاكيا)
- RK 62 (تسمى أيضًا Valmet M76 أو Rk 62 76 أو M62 / 76)، Valmet M78 (مدفع رشاش خفيف)، RK 95 TP (فنلندا) AK-63
- ، AMD-65 (هنغاريا)
- بندقية INSAS (الهند)
- IMI Galil ، IWI ACE (إسرائيل)
- Bernardelli VB-STD / VB-SR (إيطاليا)
- FB Beryl، FB Tantal (بولندا)
- مسدس ميترالييه موديل 1963/1965 (رومانيا)
- Zastava M70 (صربيا، يوغوسلافيا)
- Zastava M21 (صربيا)
- Vektor R4 ، Truvelo Raptor (جنوب إفريقيا)
- MPi-KM (ألمانيا الشرقية)
- MPi-KMS-72 (ألمانيا الشرقية)